# Веселины
Веселины (пол. Weselini) — польский дворянский герб.

## Описание
Лазоревый щит пересечен. В верхнем поле пень дерева, вырванный из земли с кореньем просто стоящий с суком, по правой стороне щита, на котором зверь морской в короне цепью до пня прикованный; в нижнем — рыба подобна корыту.
На щите дворянский коронованный шлем. Нашлемник: три страусовых пера. Намет на щите лазоревый, подложенный серебром.

## Герб используют
Bielkiewicz, Weselini, Wesselini, Wilkiewicz